# Homologation d'ester de Kowalski
L'homologation d'ester de Kowalski est une réaction chimique de type homologation pour les esters,, c'est-à-dire une réaction ayant pour but d'allonger la chaîne carbonée des esters d'un atome de carbone.
Elle a été proposée par Conrad J. Kowalski en 1985 comme alternative plus sûre à la réaction d'Arndt-Eistert.

## Mise en œuvre
L'ester est mis à réagir avec le dibromométhane en milieu basique (tétraméthylpipéridure de lithium —  LiTMP), puis avec l'acétate de lithium en présence de bis(triméthylsilyl)amidure de lithium (liHMDS). On fait ensuite réagir avec sec-butyllithium, puis le n-butyllithium et enfin le chlorure d'acyle dans l'éthanol.

## Mécanisme réactionnel
Il a été proposé pour cette réaction le mécanisme suivant, mécanisme toutefois sujet à discussion :

## Variantes
Une variante de ce procédé a été proposée en 2000 par Smith III, Kozmin, et Paonequi permet d'obtenir de meilleurs rendements.
En changeant le réactif dans la seconde étape, cette réaction permet de préparer également des éthers de silyle-ynol.